# Тюкеньё
Тюкеньё (фр. Tucquegnieux) — коммуна во французском департаменте Мёрт и Мозель, региона Лотарингия. Относится к  кантону Одюн-ле-Роман.

## География
Тюккенье расположен в 30 км к северо-западу от Меца. Соседние коммуны: Беттенвиллер на востоке, Мансьель на юге, Мери-Менвиль на западе.

## История
Тюккенье первоначально был поселением из глинобитных хижин, построенных из переплетённых прутьев и обмазанных глиной и грязью. Отсюда пошло его название. Название TUCQUEGNIEUX сложено из слогов латинских слов: TU от лат. tugurium,  хижина, шалаш; QUE от лат. quercetum, дубовая роща, дубрава и NIEUX, производное от лат. nexus, сплетение, переплетение. В этих местах в лесах преобладали дубы, а местное население занималось земледелием и охотой. 
В средние века город был разрушен во время войн между герцогом Люксембургским и епископом Меца.

## Демография
Население коммуны на 2010 год составляло 2575 человек.
| 1962 | 1968 | 1975 | 1982 | 1990 | 1999 | 2010 |
| ---- | ---- | ---- | ---- | ---- | ---- | ---- |
| 5440 | 4842 | 3911 | 3367 | 3017 | 2719 | 2575 |